# María Galiana
Pour les articles homonymes, voir Galiana.
María Galiana Medina, née à Séville le 31 mai 1935, est une actrice espagnole.
En 1999, elle a remporté le Prix Goya de la meilleure actrice dans un second rôle pour son interprétation de la mère dans Solas.

## Filmographie partielle

### Au cinéma
- 1988 : Pasodoble de José Luis García Sánchez
- 1992 : Belle Époque de Fernando Trueba
- 1998 : Yerma de Pilar Távora
- 1999 : Solas de Benito Zambrano
- 1999 : Plenilunio : Mujer Enlutada
- 2000 : Fugitivas (es) : Ascensión
- 2001 : Más pena que Gloria : Teresa
- 2003 : Viva Sapato! : Mercedez
- 2003 : Una pasión singular : Ginesa
- 2004 : María querida : Carmen
- 2004 : Roma : Portera
- 2005 : Tapas : Conchi
- 2006 : Pura sangre : Manuela (film argentin)
- 2007 : La caja (es) : Doña Josefa
- 2007 : Dos rivales casi iguales : Mikela
- 2011 : Los muertos no se tocan, nene (es) : Doña Ramona
- 2015 : Transeúntes (ca) : Concha